# Ricardo Trigueño Foster
Ricardo Alberto Trigueño Foster (17 de abril de 1980, Livingston, Izabal, Guatemala) es un exfutbolista guatemalteco, que se desempeñó como portero, actualmente se encuentra retirado y trabajando en la formación de nuevos arqueros guatemaltecos (jóvenes y niños)

## Trayectoria
Trigueño Foster comenzó su carrera futbolística en Aurora FC. Pero antes a la edad de 17 años comenzó a jugar en el equipo Juca del Municipio de Puerto Barrios. Después pasó al Deportivo Suchitepéquez donde estuvo dos años. A finales de 2006 pasó al Deportivo Marquense. En 2007 se mudó al Deportivo Petapa con el cual jugó en la Liga de Ascenso y marcó 4 goles, para finalmente pasar al Deportivo Malacateco.

## Selección nacional
Con la Selección de fútbol de Guatemala debutó en el 2003 y ha jugado las eliminatorias mundialistas de 2006 y 2010 y la Copa de Oro de 2007.

### Participaciones en Copa Oro
| Copa          | Sede           | Resultado        |
| ------------- | -------------- | ---------------- |
| Copa Oro 2007 | Estados Unidos | Cuartos de final |

## Clubes
| Club                                  | País      | Año       |
| ------------------------------------- | --------- | --------- |
| Aurora Fútbol Club                    | Guatemala | 2001-2003 |
| Club Social y Deportivo Suchitepéquez | Guatemala | 2003-2005 |
| Deportivo Marquense                   | Guatemala | 2005-2007 |
| Deportivo Petapa                      | Guatemala | 2007-2010 |
| Deportivo Malacateco                  | Guatemala | 2010-2011 |
| Deportivo Petapa                      | Guatemala | 2011-2012 |
| Xelajú Mario Camposeco                | Guatemala | 2012      |
| Deportivo Suchitepéquez               | Guatemala | 2013      |
| Aurora Fútbol Club                    | Guatemala | 2014      |
| Universidad SC                        | Guatemala | 2015      |
| Sacachispas de Chiquimula             | Guatemala | 2016      |
| Deportivo Iztapa                      | Guatemala | 2017      |
| Deportivo Quiché F.C                  | Guatemala | 2021      |
| Juventud Pinulteca F.C                | Guatemala | 2021      |

- Datos: Q1452028